# 马太福音第1章
《马太福音》第1章是《新约圣经》第一部分《四福音书》的第一书卷《马太福音》的第一章，共有25节，记载了耶稣的家谱和耶稣的降生。

## 内容

### 世系
在《马太福音》第1章的第1-17节，首先记载了耶稣的一份家谱，用以推介这位《新约圣经》的主角。这份家谱一共记载了从亚伯拉罕到耶稣的42代（按照实际历史有45代，删除3代以后，又将大卫重复计算两次），分为三个十四代的三组：从亚伯拉罕到大卫的十四代、从大卫到迁徙巴比伦的十四代、从迁徙巴比伦到基督的十四代。其中第一组属于以色列人的列祖；第二组为以色列国或犹大王国的君王；第三组则是平民身份。因此在基督的先祖中，既有君王和显要的贵族，也有平民。这份家谱记载的人物，大部分都在旧约圣经中出现过，而且许多都是旧约圣经中的重要人物。因此这份家谱可视为旧约的摘要，而旧约则可以视为基督更为详细的家谱。

#### 列祖
- 亚伯拉罕：以信心的生活著称。
- 以撒：虽然亚伯拉罕一共生了8个儿子──以实玛利、以撒、心兰、约珊、米但、米甸、伊施巴和书亚[2]，但是其中只有以撒才被耶和华算为应许的后裔，“也不因为是亚伯拉罕的后裔，就都是儿女，唯独从以撒生的，才要称为你的后裔”[3]。因此，基督必须是以撒的后裔，才能应验耶和华给亚伯拉罕和以撒的应许[4]。
- 雅各：以撒所生的一对孪生子──以扫和雅各二人中，次子雅各是蒙耶和华拣选的[5]。因此，基督必须是雅各的后裔，才能应验耶和华给亚伯拉罕、以撒、雅各的应许[6]。
- 犹大和他的弟兄们：虽然流便本是雅各的长子，应当承受长子名分，但是由于他与庶母通奸，而失去了长子名分。[7]于是流便的长子名分被分割，分别转给约瑟、利未和犹大。约瑟的两个儿子，玛拿西和以法莲得到了双分地土[8]；利未及其后裔得到了祭司职分[9]；而犹大及其后裔得到了君王职分[10]。因此，出于犹大后裔的耶稣就可以得到了承受国度的合法资格。
- 法勒斯：根据创世纪38章的记载，法勒斯和谢拉是一对孪生子。在他们的母亲分娩时，谢拉先伸出来一只手，接生婆用红线在他的手上作了记号，表明他是长子。但是，最后的结果竟然是法勒斯先于谢拉出生，成为长子[11]。
- 希斯仑：
- 亚兰：
- 亚米拿达：
- 拿顺：
- 撒门：
- 波阿斯：波阿斯得以成为耶稣的先祖，是因为他不仅自己富有，而且慷慨地顾到别人的长子名分，帮助亲属赎回产业，并且娶了那人的寡妇路得[12]。
- 俄备得：
- 耶西：马太福音1章的耶稣家谱中，提到耶稣是耶西的后代，符合旧约圣经以赛亚书11章的预言：“从耶西的不（音發墩）必发嫩条，从他根生的枝子必结果实。”[13]但是同一章10节又说，基督是耶西的根：“耶西的根立作众民的旌旗；外邦人必寻求祂；祂安息之所必有荣耀。”[14]因此，耶西既是带进基督的人物，长出基督这枝条，同时他又是生根于基督，是从基督而出[15]。

#### 君王
- 大卫：大卫既列为列祖时代的最后一代，又是君王时代的第一代，成为两个时代转折的分水岭。此外，只在大卫在这个家谱中被冠以王的称谓，这可能是因为由他引进了国度和君王的职分[15]。大卫的显著特征是受十字架对付。
- 所罗门：
- 罗波安：从罗波安起，大卫的国开始分裂为南北两国，北部的10个支派组成以色列王国，南部的犹大与便雅悯两个支派组成犹大王国（地方性的名称）。虽然以色列王国包括了大部分支派，并且采用了普遍性的名称，但是其正统性不及南部的犹大王国，在旧约的历代志和此处的家谱中，都只记载犹大诸王，而不记载以色列诸王，显然认为犹大诸王才是大卫王位的合法继承人。这观念在列王纪上的预言中已有体现：“只是我不将全国从你撕去；我要因我仆人大卫和我所选择的耶路撒冷，将一个支派留给你的儿子。”[16]。
- 亚比雅：
- 亚撒：
- 约沙法：
- 约兰：
- 乌西亚：
- 约坦：
- 亚哈斯：
- 希西家：
- 玛拿西：
- 亚们：
- 约西亚：

#### 平民
- 耶哥尼雅
- 撒拉铁
- 所罗巴伯：所罗巴伯是带领以色列人从被掳之地巴比伦归回耶路撒冷、并且重建圣殿的首领之一，[17]，使得后来的基督有可能出生在伯利恒。

#### 再嫁的妇女
在这份家谱中，意外地记入了5名女子的姓名，这在圣经中可谓独特。在创世纪中和路加福音中的家谱都没有记载妇女的名字
。这5名女子──他玛、喇合、路得、拔示巴、马利亚中，除了马利亚是贞洁的童女之外，其余4人都是再嫁的妇女，喇合、路得和拔示巴都是犹太人所蔑视的外邦人，而且他玛、喇合和拔示巴都严重地触犯了犹太律法：他玛与公公乱伦，喇合是职业妓女，拔示巴婚外通奸。因此在犹太律法的观点来看，她们的背景都并不荣耀。
- 他玛：原来是犹大的儿媳，先后嫁给犹大的长子珥和次子俄南，后来与公公犹大乱伦，生下法勒斯和谢拉；
- 喇合：原是一名妓女，并且住在耶和华永远咒诅之地耶利哥城，后来嫁给犹大支派军中的首领，即约书亚打发去窥探耶利哥的探子撒门；
- 路得：是一名摩押人[19]，而摩押人因为出自乱伦背景[20]而受耶和华咒诅，“十代也不可入耶和华的会”[21]。她嫁给了逃难来到摩押的以色列人基连，丈夫去世后选择随婆婆拿俄米离开家乡，回到犹大地，后来嫁给波阿斯。路得的一个显著特点是寻求和拣选耶和华神和他的子民以色列人：“不要催我离开你回去不跟随你。你往那里去，我也往那里去；你在那里住宿，我也在那里住宿；你的民就是我的民，你的神就是我的神。你在那里死，我也在那里死，也葬在那里。除非死能使你我相离，不然，愿耶和华重重的降罚与我。”[22]。
- 拔示巴：原是外邦人赫人乌利亚的妻子，她改嫁大卫是大卫杀人与奸淫的结果。[23]

不过，圣经中似乎更为称赞他玛对长子名分的看重，也称赞喇合归向神和神的子民，并且嫁给领头的犹大支派军中的首领，即约书亚打发去窥探耶利哥的探子撒门，并生下波阿斯；同样也称赞路得不顾自己的背景，寻求神和神的百姓，嫁给敬虔的波阿斯，生出大卫王的祖父俄备得，这样得被接纳到基督的长子名分里。此外，该家谱不说从拔示巴生所罗门，却强调说从作过乌利亚妻子的生所罗门，以此强调大卫所犯的罪，也表明基督这位救主与罪人有关联。

#### 童女
在这份家谱中，还记载了一位独特的人物──童女马利亚。马利亚的显著特征是绝对降服主。

### 由来与名称
《马太福音》第1章第18-25节，首先说到“耶稣基督的由来”是马利亚从圣灵怀孕。
《马太福音》第1章第18、19节的希腊语原文为“tou' deV ijhsou' cristou' hJ gevnesi" ou{tw" h\n. mnhsteuqeivsh" th'" mhtroV" aujtou' mariva" tw'/ ijwshvf, priVn h# sunelqei'n aujtouV" euJrevqh ejn gastriV e!cousa ejk pneuvmato" aJgivou.ijwshVf deV oJ ajnhVr aujth'", divkaio" w#n kaiV mhV qevlwn aujthVn deigmativsai, ejboulhvqh lavqra/ ajpolu'sai aujthvn.”；在各种中文译本中的翻译为：
- 吕振中译本：“基督的诞生是这样的∶他母亲马利亚巳经许配了约瑟；他们没有同居以前，她就觉得她因圣灵而怀了孕。她丈夫约瑟是个义人，不愿意公然羞辱她，只有意思要秘密解退她。”
- 恢复本：“耶稣基督的由来，乃是这样：祂母亲马利亚已经许配了约瑟，他们还没有同居，马利亚就被看出怀了孕，就是她从圣灵所怀的。她丈夫约瑟是个义人，不愿明明地羞辱她，想要暗暗地把她退了。”
- 和合本：“耶稣基督降生的事，记在下面。他母亲马利亚已经许配了约瑟，还没有迎娶，马利亚就从圣灵怀了孕。他丈夫约瑟是个义人，不愿意明明的羞辱他，想暗暗的把他休了。”
- 新译本：“耶稣基督的降生是这样的：耶稣的母亲马利亚许配了约瑟，他们还没有成亲，马利亚就从圣灵怀了孕。她丈夫约瑟是个义人，不愿张扬使她受辱，就打算暗中与她解除婚约。”
- 思高本：「耶穌基督的誕生是這樣的：他的母親瑪利亞許配於若瑟後，在同居前，她因聖神有孕的事已顯示出來。她的丈夫若瑟，因是義人，不願公開羞辱她，有意暗暗地休退她。」

随后，天使启示了耶稣基督的2个名称。第一个名称是耶稣（希腊语：Ίησους ，Iēsous），等于希伯来语的约书亚（יהושע，Yehoshua），意为耶和华救主，“祂要亲自将祂的百姓从他们的罪里救出来。” 。
耶稣的另一个名称是以马内利（希伯来语：עִמָּנוּאֵל），是由2个希伯来单词组成：אל（El，“神”）和 עמנו（Immanu，“与我们同在”）。意为“神与我们同在”。

## 相关研究
在四福音中，马可福音与约翰福音没有记载家谱，这可能是由于约翰福音强调耶稣是神的身份，是太初就有的神，当然无需记载体现人性的家谱；而马可福音强调耶稣奴仆的身份，当然也不必记载他的出身。马太福音与路加福音都记载了耶稣的家谱。这是因为马太福音强调耶稣君王的身份，理应介绍君王的谱系，以此证明其是王位合法的继承人。而路加福音强调耶稣是一个正确并正常的人，也需要记述他的家谱，以证实祂确有资格作人类的救主。不过，马太福音与路加福音所记载的家谱也有很大的区别。两份家谱相同的部分只有从亚伯拉罕到大卫的部分，此后马太福音的家谱所记载的是所罗门一支的谱系，而路加福音的家谱所记载的是拿单的谱系。有些解经家认为，马太的家谱是丈夫约瑟的谱系，而路加的家谱是妻子马利亚的谱系，夫妻二人都是大卫的后裔。并且相信由于马利亚的父亲希里没有儿子，使得马利亚得以承受产业，但是按照律法的规定，在这种情形下她必须要嫁给同一支派（犹大支派）的人，使产业能够留在原支派内。此外，路加福音所记耶稣的家谱是从耶稣一直追溯到人类的始祖亚当，而马太福音1章的家谱却是只从大卫以及亚伯拉罕开始，然后往下直到耶稣。。
将马太福音第1章的耶稣家谱与历代志中记载的家谱相比较，可以发现此处的家谱共略去了4代：亚哈谢、约阿施和亚玛谢三代；以及约雅敬有些解经家推测其原因是因为约兰与亚哈、耶洗别的女儿联姻，并且行耶和华眼中看为恶的事（偶像崇拜），导致约兰的三代后裔按照出埃及记20章的咒诅被从基督家谱内删除；而约雅敬未能出现在家谱中则是因为他是埃及法老所立的王。 此外，撒拉铁的侄子（毘大雅的儿子）所罗巴伯算为撒拉铁的后嗣，这可能是按照申命记的条例而实行夫兄弟婚的结果。
《新约圣经》中出现的第一个和最后一个名字 都是“耶稣”。